# Daniel Huntington
Pour les articles homonymes, voir Huntington.
Daniel Huntington (4 octobre 1816 - 19 avril 1906) est un artiste américain. Né à New York, Huntington était le petit-fils de Benjamin Huntington qui participa au Second Continental Congress tenu entre 1775 et 1781, et présidé par les rédacteurs de la Déclaration d'indépendance des États-Unis d'Amérique. Son grand-père fut également le premier Représentant de l'État du Connecticut. Daniel Huntington, ancien étudiant de la New York University a notamment travaillé en collaboration avec Samuel Morse.
Ses principales œuvres sont des peintures de l'Hudson River, qu'il réalisa avant de partir pour Rome en 1839. À son retour, il commença l'illustration du Voyage du pèlerin de John Bunyan mais sa vision défaillante le contraignit à abandonner le projet, avant de retourner à Rome en 1844. Huntington fit ensuite son retour à New York où il réalisa essentiellement des portraits sur divers sujets, essentiellement historiques et religieux.

## Œuvres
- The Florentine Girl
- Early Christian Prisoners
- The Shepherd Boy of the Campagna
- The Roman Penitents
- Christiana and Her Children
- Queen Mary signing the Death-Warrant of Lady Jane Grey
- Feckenham in the Tower (1850)
- Chocorua (1860)
- Republican Court in the Time of Washington containing sixty-four careful portraits (1861)
- Philosophy and Christian Art (1868)
- Sowing the Word (1869)
- St Jerome, Juliet on the Balcony (1870)
- The Narrows, Lake George (1871)
- Clement VII. and Charles V. at Bologna
- Goldsmiths Daughter (1884)

### Portraits
- President Lincoln au Union League Club, New York
- Caroline O'Roberts Marshall (1864)
- Chancellor Ferris of New York University
- Charles Eastlake appartenant à la New York Historical Society
- Martin Van Buren qui se trouve à la State Library de Albany
- James Lenox in the Lenox Library
- Louis Agassiz (1856-1857)
- William Cullen Bryant (1866)
- John Adams Dix (1880)
- John Sherman (1881)